# بوابة المصير
بوابة المصير (Postern of Fate)، رواية تحقيق من تأليف أغاثا كريستي، نشرت لأول مرة في المملكة المتحدة في أكتوبر 1973 من قبل دار النشر نادي كولنز للجرائم، وفي الولايات المتحدة من طرف شركة دود وميد في نفس العام.
ظهرت في الرواية شخصيتي المحققين تومي وتوبنس بيرسفورد -وقد كان آخر ظهور لهما- . تعد هذه الرواية آخر رواية قامت أغاثا كريستي بتأليفها، لكنها ليست آخر رواية يتم نشرها، إذ نشرت بعدها روايات كتب في أربعينيات القرن العشرين لكنها لم تنشر آنذاك.

## ملخص الرواية
ينتقل تومي وتوبنس إلى قرية إنجليزية هادئة، ليعيشا بسلام بعد تقاعدهما. خلال تقليبها بعض الكتب القديمة الموجودة في البيت، تكتشف توبنس رسالة سرية: «ماري غوردن لم تمت موتا طبيعيا، واحد منا هو الذي قتلها». تخبر توبنس زوجها تومي بأمر الرسالة المشفرة، لكنه لا يأخذ الأمر على محمل الجد، عكسها هي التي تواصل البحث عن حقيقة الموضوع، من هي ماري غوردن؟ ومن الذي قتلها؟.

## الانتقادات
تلقى الكتاب العديد من الانتقادات، إذ يلاحظ بوضوع تأثير سن أغاثا كريستي المتقدم على جودة العمل، شخصيات الروايات تنسى الأحاديث التي قامت بإجراءها في فصول ما، وأحاديث أخرى تتكرر مرارا، إضافة إلى أن الألغاز التي احتوتها الرواية كان يبدو من السهل جدا حلها، لكن الشخصيات استغرقت وقتا طويلا للوصول إلى حقيقتها.

## عنوان الرواية
عنوان الرواية مقتبس من قصيدة Gates of Damascus للشاعر الإنجليزي جيمس إلروي فليكر.

## عناوين الترجمات العالمية
حافظت بعض الترجمات على العنوان الأصلي للرواية، وتم تغييره في ترجمات أخرى مثل «بوابة دمشق» في الترجمة الإيطالية، «باب القدر» في الترجمة السويدية، «الحصان المتأرجح» في الترجمة الفرنسية.

## عناوين الترجمة العربية
- بوابة المصير - مكتبة جرير.
- قام الاديب الراحل عمر عبد العزيز أمين بترجمة الرواية تحت عنوان «الرسائل السوداء» ونشرت من دار ميوزيك للطبع والنشر. وتحمل الرواية الرقم (79) ضمن السلسلة.[2]

## روابط خارجية
معلومات حول الرواية في الموقع الرسمي لأغاثا كريستي (بالإنجليزية).